# Technische pen

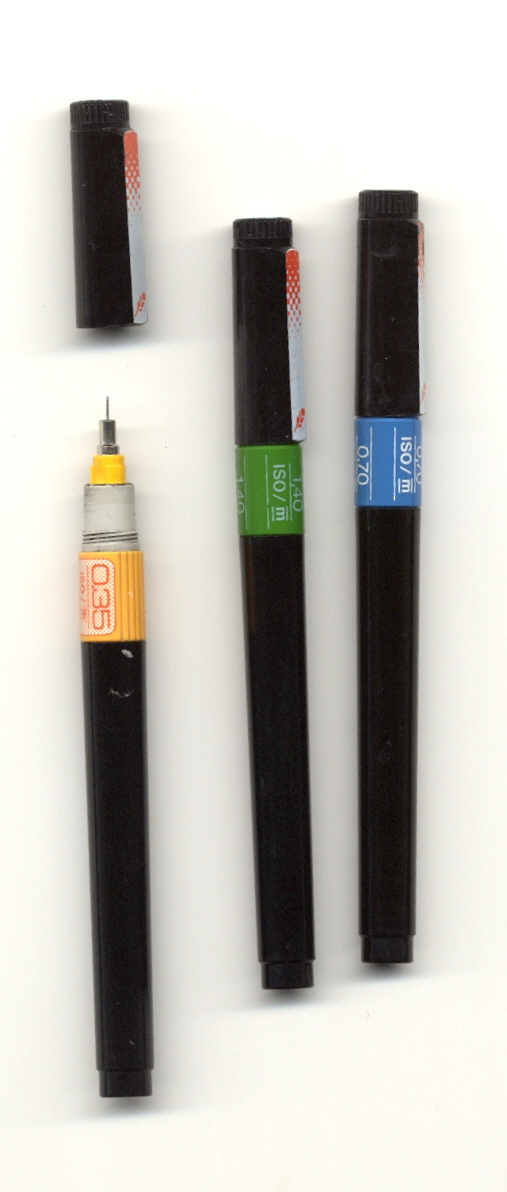
Tekenpennen

De technische tekenpen is een tekenpen die wordt gebruikt voor het tekenen van werktekeningen, vergelijkbaar met de vulpen voor het schrijven van teksten. De pen wordt dan ook door technische tekenaars zoals architecten, ingenieurs en onder ander in de grafische wereld gebruikt. Veelal wordt de pen ook onder de naam rapidograph (een merknaam van de firma Rotring) aangeduid. Tegenwoordig wordt de pen door de komst van computerprogramma's als AutoCAD minder gebruikt in de technische beroepen.

## De pen
De pen is een buisjespen met inktpatronen of met navulbare inktreservoirs (minder gangbaar). De technische tekenpennen zijn verkrijgbaar met verschillende lijndikten, elke lijndikte wordt met een eigen kleur aangeduid.
| Lijndikte in mm           | 0,13   | 0,18 | 0,25 | 0,35 | 0,50  | 0,70  | 1,0    | 1,4   | 2,0   |
| Kleurnummer naar ISO 9175 | violet | rood | wit  | geel | bruin | blauw | oranje | groen | grijs |

Enkele gedemonteerde pennen
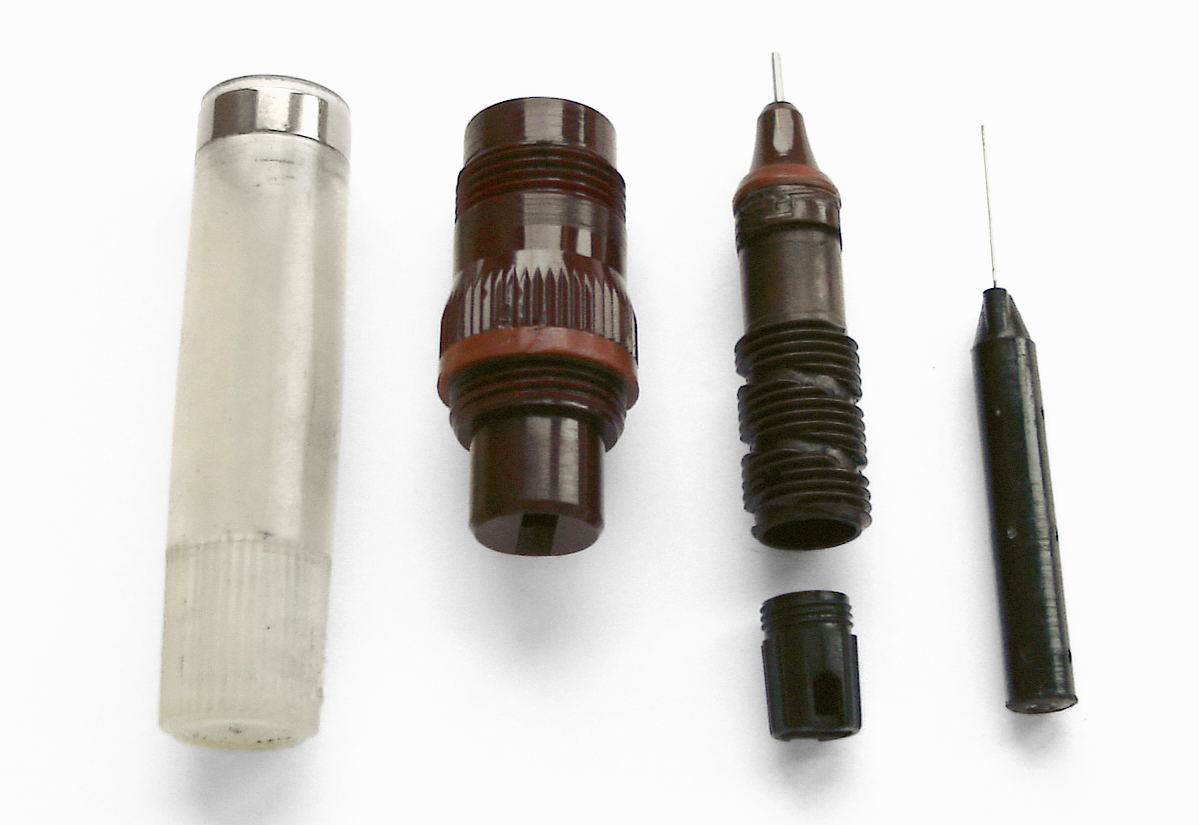
Technische pen van Rotring, rond 1975
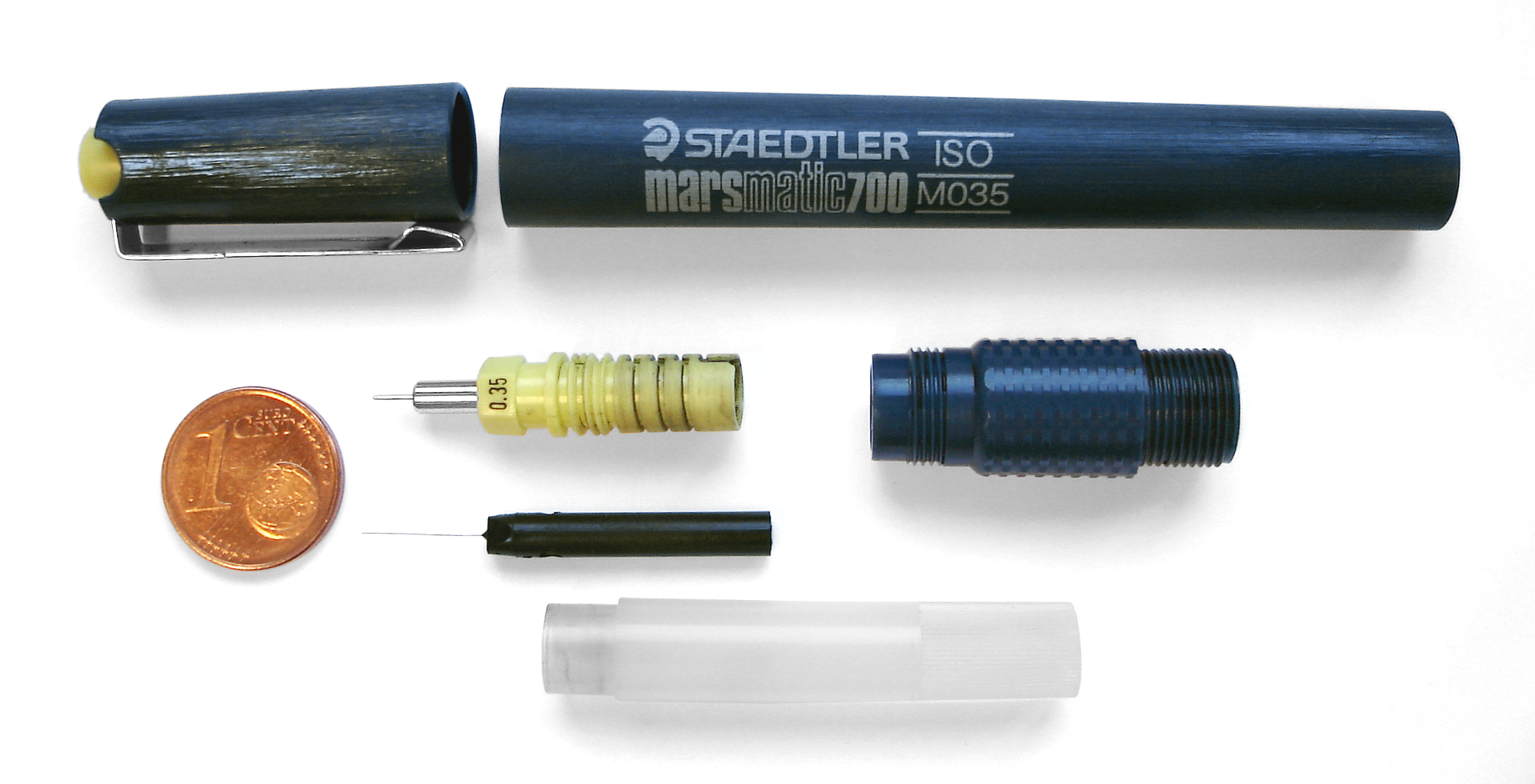
Technische pen van Staedtler, rond 1985